# Okres Karviná
Karviná (Duits: Karwin, Pools: Karwina) is een district (Tsjechisch: Okres) in de Tsjechische regio Moravië-Silezië. De hoofdstad is Karviná. Het district bestaat uit 17 gemeenten (Tsjechisch: Obec). Sinds 1 januari hoort de gemeente Horní Bludovice, die daarvoor bij de okres Frýdek-Místek hoorde, ook bij deze okres.

## Lijst van gemeenten
De obce (gemeenten) van de okres Karviná. De vetgedrukte plaatsen hebben stadsrechten.
Albrechtice - Bohumín - Český Těšín - Dětmarovice - Dolní Lutyně - Doubrava - Havířov - Horní Bludovice - Horní Suchá - Chotěbuz - Karviná - Orlová - Petrovice u Karviné - Petřvald - Rychvald - Stonava - Těrlicko
Bruntál · Frýdek-Místek · Karviná · Nový Jičín · Opava · Ostrava-město